# Iso Tuulisaari
Iso Tuulisaari är en ö i Finland. Den ligger i sjön Keurusselkä och i kommunen Keuru i den ekonomiska regionen  Keuru ekonomiska region  och landskapet Mellersta Finland, i den södra delen av landet, 230 km norr om huvudstaden Helsingfors. Öns area är 3,9 hektar och dess största längd är 340 meter i öst-västlig riktning.